# Midori Days
Midori Days (яп. 美鳥の日々 мидори-но хиби) — манга авторства Иноуэ Кадзуро. Первая глава манги вышла 25 октября 2002, а последняя 21 июня 2004. Манга выходила в японском журнале Shonen Sunday и издавалась издательством Shogakukan. Всего вышло 8 томов и манга официально считается законченной.
Мангу адаптировала студия Studio Pierrot. Всего вышло 13 серий которые длятся 24 минуты. Аниме выходило с 4 апреля 2004 по 27 июня 2004 и было снято режиссёром Кобаяси Цунэо. Аниме транслировали на японских каналах Animax, Chiba TV, TV Kanagawa и TV Saitama.

## Сюжет
Семнадцатилетний Сэйдзи Савамура известен всей округе под громкими именами «Дьявольская Правая Рука», «Бешеный Пёс Савамура» и «Хулиган из старшей школы Сакурадамон». Все местные молодёжные банды трепещут перед сокрушительным ударом его правой руки. Люди в страхе уступают ему дорогу, вокруг его парты в школе образовалась своеобразная «зона отчуждения» — никто не рискует сидеть с ним рядом.
Однако из-за такой громкой славы Сэйдзи никак не может найти себе подружку, так как его боятся все девушки. Получив двадцатый по счёту отказ, Савамура отчаялся и пожелал, чтобы у него появилась подружка. Неожиданно его правая рука превратилась в «уменьшенную версию» девушки Мидори Касугано. Она уже три года была тайно влюблена в Сэйдзи, но не решалась рассказать ему о своих чувствах. Настоящее тело Мидори осталось лежать в коме, а сама девушка, поняв, что у неё есть редкий шанс постоянно быть вместе со своим любимым, стала активно участвовать в его жизни, которая стала меняться совершенно непредсказуемым образом…
Манга более подробно раскрывает аспекты жизни странной парочки. В ней есть дополнительные сюжетные линии и персонажи.

## Персонажи

### Главные герои
Сэйдзи Савамура (яп. 沢村正治 Савамура Сэйдзи) — 17-летний старшеклассник. Несмотря на грубый характер и громкую славу хулигана, Сэйдзи совсем неплохой человек. Он редко бывает зачинщиком, защищая слабых, например своего поклонника Мияхару. Мияхара, распространяющий про своего кумира нелепые легенды, является скорее мальчиком для битья, чем настоящим другом. По ходу сюжета характер Савамуры меняется, он становится более открытым. Сэйю: Кисё Танияма
Мидори Касугано (яп. 春日野美鳥 Касугано Мидори) — Старшеклассница, учащаяся элитной школы. Дочь богатых родителей, тем не менее, хорошо готовит и шьёт. Мидори давно была влюблена в Савамуру, но из-за крайней робости характера, лишь тайком наблюдала за ним. Когда Мидори появилась на правой руке Сэйдзи, она немедленно призналась ему в своих чувствах, взяв ситуацию в свои руки. Сэйю: Маи Накахара
Такако Аясэ (яп. 綾瀬貴子 Аясэ Такако) — Девушка с сильным характером. Староста класса, в котором учится Савамура. После того, как он спас её от хулиганов, стала испытывать к нему сначала симпатию, а потом и любовь. Она единственная из класса решилась преодолеть «зону отчуждения», придвинув свою парту к парте Сэйдзи, а потом неоднократно предпринимала тщательно спланированные попытки завоевать его любовь. Однако Аясэ не смогла выдержать заочного соревнования с Мидори, и, признавшись Савамуре, получила отказ. Тема выбора Сэйдзи, и его предпочтение Мидори Аясэ, является предметом многочисленных спекуляций в среде фанатов манги и сериала. Сэйю: Рэйко Такаги
Рин Савамура (яп. 沢村凛 Савамура Рин) — Старшая сестра Сэйдзи, главарь молодёжной банды, которую сколотила ещё будучи подростком. Обладает буйным и задиристым характером, любит выпить и погулять на широкую ногу и за чужой счёт. Она первая из посторонних узнала тайну правой руки Сэйдзи, и по-своему пыталась помочь ему и Мидори в этой ситуации. Сэйю: Ацуко Юя
Кота Сингёдзи (яп. 真行寺耕太 Сингё:дзи Ко:та) — Одноклассник и друг Мидори, давно питающий к ней нежные чувства, но знает, что та любит Сэйдзи. Интеллигентный, умный и воспитанный мальчик, которому, как он сам считает, не хватает мужественности и решительности. Несмотря на это у Коты хватило храбрости обратиться к «Бешеному Псу» Савамуре с просьбой навестить лежащую в коме Мидори. Сэйю: Риэ Кугимия
Осаму Мияхара (яп. 宮原オサム Мияхара Осаму) — Старшеклассник, учащийся в той же старшей школе Сакурадамон, где и Сэйдзи, но на год его младше. Лучший друг и фанат Савамуры. Обычно Мияхара распускает нелепые слухи о победе великого Сэйдзи над якудза, или попадает в неприятности, из которых потом Савамуре его приходится вытаскивать. Иногда Сэйдзи может проявлять и свои положительные качества, например верность. Сэйю: Хирофуми Нодзима
Сюити Такамидзава (яп. 高見沢修一 Такамидзава Сю:ити) — Одноклассник Савамуры, коллекционирующий кукол. Эта страсть преобладает над ним постоянно, мешая ему нормально общаться с людьми, особенно с девушками. Сюити, наткнувшись на Сэйдзи в магазине кукольной одежды, сначала подумал, что встретил такого же коллекционера, но вскоре он узнал тайну Мидори. Больше всего на свете Такамидзава хотел бы поменяться с Савамурой, так как Мидори в виде правой руки — это живое воплощение его мечты о кукле, которая всегда была бы рядом с ним. Сэйю: Юдзи Уэда
Сиори Цукисима (яп. 月島栞 Цукисима Сиори) — Маленькая девочка, живущая по соседству с домом Савамуры. Сиори называет Сэйдзи братом и, дразня его, утверждает, что всегда готова стать его девушкой, поскольку ей не нравятся одногодки. По совету сестры Савамуры, Сиори пытается соблазнить его, но неудачно. Сэйю: Юкари Тамура
Харука Касугано (яп. 春日野遥 Касугано Харука) — Мать Мидори. Когда её дочь лежала в коме, она перепробовала все способы пробудить Мидори, приглашая дипломированных специалистов и шаманов всех мастей. Однако она не подозревала, где на самом деле находится дух её дочери. Сэйю: Саяка Охара

### Персонажи манги, не попавшие в сериал
Люси Винред (яп. ルーシィ・ウィンラッド) — Школьница из Америки, приехавшая в Японию по программе обмена. Она фанат японской культуры, считая Сэйдзи настоящим самураем. Её пылкие, но несерьёзные ухаживания за ним становятся постоянной проблемой для Мидори и Аясэ.
Нао Макиноха (яп. 槙葉奈緒 Макиноха Нао) — Одноклассница Сэйдзи, странная молчаливая девочка. Несмотря на свой маленький рост, очень хорошо дерётся. Проявляет интерес к маленькой Мидори, защищая её и Сэйдзи от экспериментов своего ненормального отца.
Сиро Макиноха (яп. 槙葉史郎 Макиноха Сиро:) — Отец Нао, сумасшедший учёный-экспериментатор. С ним Сэйдзи познакомила Рин, когда пыталась помочь брату в его непростой ситуации. Сиру увидел в этом возможность стать нобелевским лауреатом, для чего необходимо произвести вивисекцию. Он периодически предпринимал ряд попыток проведения над Сэйдзи и Мидори своих бесчеловечных экспериментов.
Хисаси Сакисака (яп. 向坂 久 Сакисака Хисаси) — Парень Рин, охотник за сокровищами. Постоянно появляется и исчезает, что, в сочетании с непростым характером Рин, сказывается на их отношениях.
Мику Нэкобэ (яп. 猫部 美紅 Нэкобэ Мику) — Лидер женской школьной банды «Пурпурные Ангелы» («Crimson Angels»). Влюблена в Коту Сингёдзи, её любовь выражается в периодических захватах, избиениях и переодеваниях возлюбленного в женскую одежду.

## Список серий сериала
| 1                                                                                            | Подружка на правой руке «Мигитэ но койбито» (右手 no 恋人)                        | 04.04.2004 |
| Сэйдзи неожиданно обнаруживает вместо своей правой руки маленькую Мидори.                    |                                                                                   |            |
| 2                                                                                            | Наша память «Футари но омой» (二人 no 想い)                                       | 11.04.2004 |
| Такако бьют хулиганы, с которыми Сэйдзи расправляется одной левой.                           |                                                                                   |            |
| 3                                                                                            | День открытий «Хаккэн но хиби» (発見 no 日々)                                     | 18.04.2004 |
| Секрет Мидори узнаёт старшая сестра Сэйдзи.                                                  |                                                                                   |            |
| 4                                                                                            | Секрет раскрыт!? «Химицу но Хаккаку!?» (秘密 no 発覚!?)                           | 25.04.2004 |
| Сэйдзи идёт в магазин игрушек покупать одежду для Мидори.                                    |                                                                                   |            |
| 5                                                                                            | Сила любви «Ай но тикара» (アイ no チカラ)                                        | 02.05.2004 |
| Сэйдзи сказал всем, что у него болит правая рука, но учитель физкультуры не верит ему.       |                                                                                   |            |
| 6                                                                                            | Сиори бьётся за любовь! «Сиори но Ловэ-Ловэ дайсакусэн!» (栞 no ラブラブ大作戦！) | 09.05.2004 |
| Маленькая Сиори пытается завоевать Сэйдзи, но безрезультатно.                                |                                                                                   |            |
| 7                                                                                            | Первое свидание «Хадзимэтэ но датэ» (はじめて no デート)                          | 16.05.2004 |
| Сейдзи соглашается сходить в кино с Такако, но все её попытки сблизиться тщетны.             |                                                                                   |            |
| 8                                                                                            | Сэйдзи на правой руке «Мигитэ но Сэйдзи» (右手 no 正治)                           | 23.05.2004 |
| Сэйдзи и Мидори снится сон о том, что они поменялись местами.                                |                                                                                   |            |
| 9                                                                                            | День Такки «Такки но хиби» (タッキー no 日々)                                     | 30.05.2004 |
| Сэйдзи и Мидори зарабатывают деньги на продаже кукол.                                        |                                                                                   |            |
| 10                                                                                           | Отдаление сердец «Кокоро но кёри» (ココロ no 距離)                                | 06.06.2004 |
| Сэйдзи отказывается прийти еще раз в дом Мидори, несмотря на уговоры Коты.                   |                                                                                   |            |
| 11                                                                                           | Неотвратимое воссоединение «Уммэй но сайкай» (運命 no 再会)                       | 13.06.2004 |
| Сэйдзи спасает Коту из рук хулиганов.                                                        |                                                                                   |            |
| 12                                                                                           | Неожиданное разъединение «Тоцудзэн но вакарэ» (突然 no 別れ)                      | 20.06.2004 |
| Правая рука Сэйдзи становится прежней, чему он поначалу несказанно рад.                      |                                                                                   |            |
| 13                                                                                           | Дни двух влюблённых «Футари но хиби» (二人 no 日々)                               | 27.06.2004 |
| После своего пробуждения Мидори теряет память и не помнит, что она была правой рукой Сэйдзи. |                                                                                   |            |

## Музыка
Открывающая тема
- «Sentimental»

Исполняет: CooRie
Закрывающие темы
- «Mousukoshi… Mousukoshi»: серии 1-12

Исполняет: Ацуми Саори
- «Sentimental»: серия 13

Исполняет: CooRie